# Groupe Geocoton Advens
Ne doit pas être confondu avec Confédération française démocratique du travail.
Le groupe Geocoton, anciennement Compagnie française pour le développement des fibres textiles (CFDT) puis Dagris (Développement des Agro-Industries du Sud), est une entreprise française privatisée en février 2008[réf. nécessaire]. Le groupe possède plusieurs sociétés nationales dans différents pays d'Afrique occidentale ou équatoriale. La maison mère a changé de nom pour s'appeler « Développement des agro-industries du Sud (Dagris) » puis Geocoton.
Elle s'occupe de la production de fibre de coton et de semences ; la commercialisation de la fibre de coton et le contrôle de sa qualité ; la production et la commercialisation de produits oléagineux ; la filière logistique au service des sociétés de production cotonnière et oléagineuse : l'approvisionnement, le transport international et le stockage.
L'histoire de la Compagnie française pour le développement des fibres textiles et de Geocoton est indissociable de celle de la filière coton et de la colonisation française.

## Historique

### La filière coton en Afrique française avant la Seconde Guerre mondiale
Les industriels français avaient créé en décembre 1941 l'Union cotonnière de l'empire français (UCEF), qui avait succédé à l'Association cotonnière coloniale, fondée en 1902-1903 par les importateurs de coton autour d'Albert Esnault-Pelterie. L'Office du Niger avait ensuite été créé dès 1932 et visait une production de 500 000 tonnes.
La culture du coton en Algérie, déjà présente avant la colonisation, prit son essor vers 1850.

### La filière coton en Afrique française et en Indochine, de 1945 jusqu'aux indépendances
Le rétablissement de la souveraineté française s'accompagnait en 1945 d'une volonté réformatrice, avec la mise en place de groupes de travail sous l'impulsion d'un inspecteur général des colonies, Jacques de Carbon-Ferrière, et d'Édouard Senn, mais qui se heurtent à des résistances chez les négociants français du secteur privé, inquiets de voir se développer la concurrence. 
En 1945, l'Institut de Recherche Cotonnière et des Fibres Textiles exotiques (IRCT) est créé par le gouvernement français. Il a pour rôle la création de nouvelles variétés de coton plus efficaces et la formation des agents d’encadrement. 
En 1949, la Compagnie Française pour le Développement des fibres Textiles (CFDT) est créée pour réduire la dépendance de la France vis-à-vis du coton importé des États-Unis et de l’Angleterre, puis de la Chine et du Pakistan. La CFDT s'est d'abord appelée très brièvement « Compagnie des textiles de l'Union française ». 
La CFDT a développé toute la filière cotonnière en Afrique occidentale, en mettant en place près d’une centaine d’unités de production (usines d’égrenage et huileries) et participé à l’augmentation des rendements, des surfaces cultivées, en organisant la distribution à grande échelle du matériel et des équipements nécessaires.
La CFDT a tenté de tirer les leçons de l'histoire de la culture du coton en Algérie et de ses échecs, en coopérant de façon étroite avec les paysans et les élites africaines, sorties du rang au cours de la Seconde Guerre mondiale. Grâce à de nombreux partenariats, la CFDT a développé des filières agro-industrielles contribuant à faire de l’Afrique francophone, cinquante ans après sa création et quarante ans après les indépendances, le troisième exportateur mondial de fibre de coton.
La CFDT mena ses activités au Cameroun, à Madagascar, au Maroc, au Sénégal, en République centrafricaine.

### La filière coton en ex-Afrique française et en Indochine, des indépendances à 2003
Avec les indépendance du début des années 1960, la plupart des pays devinrent autonome vis-à-vis de la direction régionale de Bobo-Dioulasso et dans les 15 années suivantes transformèrent ses filiales en sociétés cotonnières où la CFDT restait actionnaire : 
- au Bénin, la Société nationale pour la promotion agricole (Sonapra) ;
- au Cameroun, la Sodecoton ;
- en Côte d'Ivoire, la Compagnie ivoirienne pour le développement des textiles (CIDT) ;
- au Burkina Faso, la Société Burkinabè des Fibres Textiles (Sofitex) ;
- au Mali, la Compagnie malienne pour le développement du textile créée en 1974 ;
- en République centrafricaine, la Société centrafricaine de développement agricole (Socada) ;
- au Tchad, la CotonTchad ;
- au Togo, la Société togolaise du coton (Sotoco) ;
- au Sénégal, la Sodefitex.

Voir Nouveaux producteurs et nouveaux consommateurs, et Histoire de la culture du coton en Afrique noire.

### La filière coton et la coopération française après 2003
Le groupe est présent dans six espaces géographiques : France, Bassin méditerranéen, Afrique de l'Ouest, Afrique australe et Océan Indien, Asie centrale et Brésil - et opère au travers de vingt filiales sur des marchés très différents par leur taille, leur ouverture et leur place dans les enjeux de la mondialisation de l'économie.
| Pays                             | Ville                        | Société (ou Projet cotonnier) ayant ou ayant eu un accord commercial/technique avec Geocoton |
| -------------------------------- | ---------------------------- | -------------------------------------------------------------------------------------------- |
| Togo                             | Atakpame                     |                                                                                              |
| Guinée-Bissau                    | Bafata                       | Projet cotonnier PDRL                                                                        |
| Mali                             | Bamako                       | Compagnie malienne pour le développement du textile                                          |
| Sénégal                          | Dakar                        | Sodefitex                                                                                    |
| République démocratique du Congo | Dingila                      | CODENORD, ex-Sotexco filiale de Sotexki, ex Cococo /Cie Cotonnière du Congo                  |
| Cameroun                         | Garoua                       | Sodecoton                                                                                    |
| Guinée                           | Kankan                       | PDR-K                                                                                        |
| Guinée                           | Koundara                     | PDR-Gaoual-Kundara                                                                           |
| Madagascar                       | Économie de Madagascar#Coton | Hasima                                                                                       |
| Tchad                            | Moundou                      | CotonTchad, Ex-Cotonfran                                                                     |

En 2004-2006, Dagris était en appui technique à Max Havelaar France pour la mise au point de normes et de filière pour le coton équitable en Afrique francophone. Ce partenariat a été dénoncé par certains courants et auteurs du commerce équitable. Si la norme pour le coton équitable exclu l'usage des semences OGM, Dagris est très actif dans la promotion de celles-ci dans d'autres filières (au Burkina Faso notamment).

## Autres possessions du groupe
Le 4 décembre 2018 le tribunal de Commerce de Strasbourg a validé l'offre de reprise des Grands Moulins de Strasbourg par le groupe Geocoton-Advens[réf. nécessaire].